# William Mitchell Ramsay

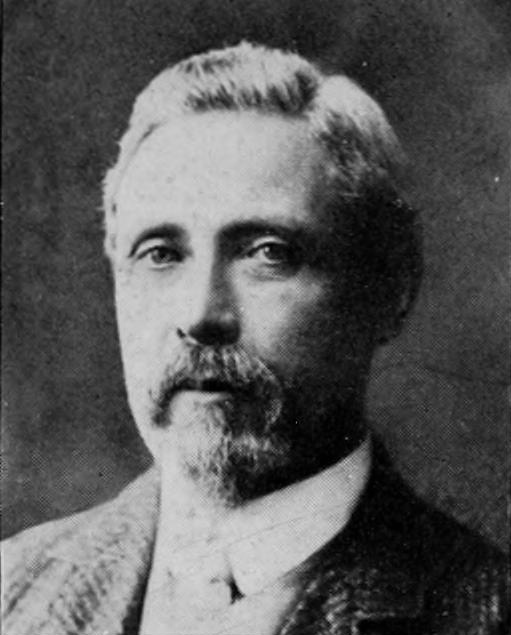
William Mitchell Ramsay

Sir William Mitchell Ramsay (* 15. Mai 1851 in Glasgow; † 20. April 1939 in Bournemouth) war ein schottischer Althistoriker und Klassischer Archäologe.

## Leben
Ramsay studierte Klassische Altertumswissenschaften an den Universitäten Aberdeen, Oxford und Göttingen. 1885–86 hatte er die erste Professur für Klassische Archäologie in Oxford inne (Lincoln Professor of Classical Archaeology and Art), von 1886 bis 1911 war er Regius Professor of Humanity an der Universität Aberdeen.
Sein herausragendes Arbeitsgebiet war die Historische Geographie von Kleinasien. Ramsay reiste 1880 zum ersten Mal nach Kleinasien und diesem ersten Aufenthalt sollten bis 1890 und dann wieder von 1900 bis 1914 jährlich weitere ausgedehnte Forschungsreisen folgen. Er entdeckte bei Ausgrabungen in Antiochia in Pisidien in den Jahren 1914 und 1924 Fragmente einer weiteren Kopie vom sogenannten Tatenbericht des Augustus.
Aus der Kombination von persönlicher Anschauung mit epigraphischen und schriftlichen Quellen gelang ihm ein wesentlicher Beitrag zur Lokalisierung einzelner Orte und Landschaften und deren Geschichte. Besonderes Anliegen war ihm die Verortung der neutestamentlichen Schriften in Kleinasien und die Geschichte des dortigen frühen Christentums.
Während er anfangs davon ausging, dass die Angaben in der Apostelgeschichte oft unzuverlässig waren, kam er im Rahmen seiner Forschung immer mehr zur Überzeugung, dass sie äußerst zuverlässig ist und äußerte Hochachtung vor dem Historiker Lukas. Further study. . . showed that the book could bear the most minute scrutiny as an authority for the facts of the Aegean world, and that it was written with such judgment, skill, art and perception of truth as to be a model of historical Statement. („Weiteres Forschen … ergab, dass das Buch der genauesten Prüfung bezüglich seiner Kenntnis (authority) über die Welt der Ägäis standhalten konnte und es mit soviel Urteilsvermögen, Fähigkeit, Kunst und Wahrnehmung der Wahrheit geschrieben wurde, dass es ein Modell für ein historisches Werk darstellt.“)
1902 war er Gründungsmitglied der British Academy. Ramsay wurde 1906 geadelt, war Ehrendoktor von neun Universitäten und Mitglied mehrerer gelehrter Gesellschaften.

## Werk
In seiner wirkungsreichen Schrift über die Sendschreiben der Johannesoffenbarung zeigt Ramsay viele historische Bezüge der Sendschreiben zu den lokalen Begebenheiten der Adressatengemeinden auf. Dieser Zugang prägte die Forschung zur Johannesoffenbarung und wurde positiv weitergeführt. Ramsay vernachlässigte nach Ansicht heutiger Forscher offensichtliche alttestamentlichen Bezüge (z. B. in den Christusattributen zu Beginn der jeweiligen Sendschreiben).

## Werke
- The Historical Geography of Asia Minor. London 1890 (archive.org)
- The Church in the Roman Empire Before A.D. 170. London 1893; 3. Auflage 1894; 4. Auflage 1904; webminister.com
- The Cities and Bishoprics of Phrygia. Being an essay of the local history of Phrygia from the earliest times to the Turkish conquest. 2 vol. Oxford 1895–1897
- St. Paul, the Traveller and the Roman Citizen. London 1892; 3. Auflage 1897; 7. Auflage 1903. Dt. Übersetzung Gütersloh 1896; webminister.com – ccel.org
- Impressions of Turkey during twelve years’ wanderings. London 1897
- Was Christ born at Bethlehem? London 1898; ccel.org
- A Historical Commentary on St. Paul’s Epistile to the Galatians. London 1899; 4. Auflage 1900; webminister.com
- The Education of Christ: hill-side reveries. London 1902
- The Letters of the Seven Churches in Asia and their Place in the Plan of the Apocalypse. London 1904 ccel.org
- Cilicia, Tarsus, and the Great Taurus Pass. In: The Geographical Journal, 22/4, Oct. 1903, S. 357–410.
- Pauline and other Studies in Early Christian History. London 1906, 2. Auflage 1908
- Herausgeber: Studies in the History and Art of the Eastern Provinces of the Roman Empire. Aberdeen 1906
- The Cities of St. Paul. Their Influence on his Life and Thought: the cities of Eastern Asia Minor. London 1907
- Luke the physician and other stories in the history of religion. London 1908 webminister.com
- mit Gertrude L. Bell: The Thousand and One Churches. London 1909
- The First Christian Century. London 1911 webminister.com
- The Bearing of Recent Discovery on the Trustworthiness of the New Testament. London 1915, 4. Auflage 1920 webminister.com
- The Social Basis of Roman Power in Asia Minor. Aberdeen 1941